# Fairchild Aircraft

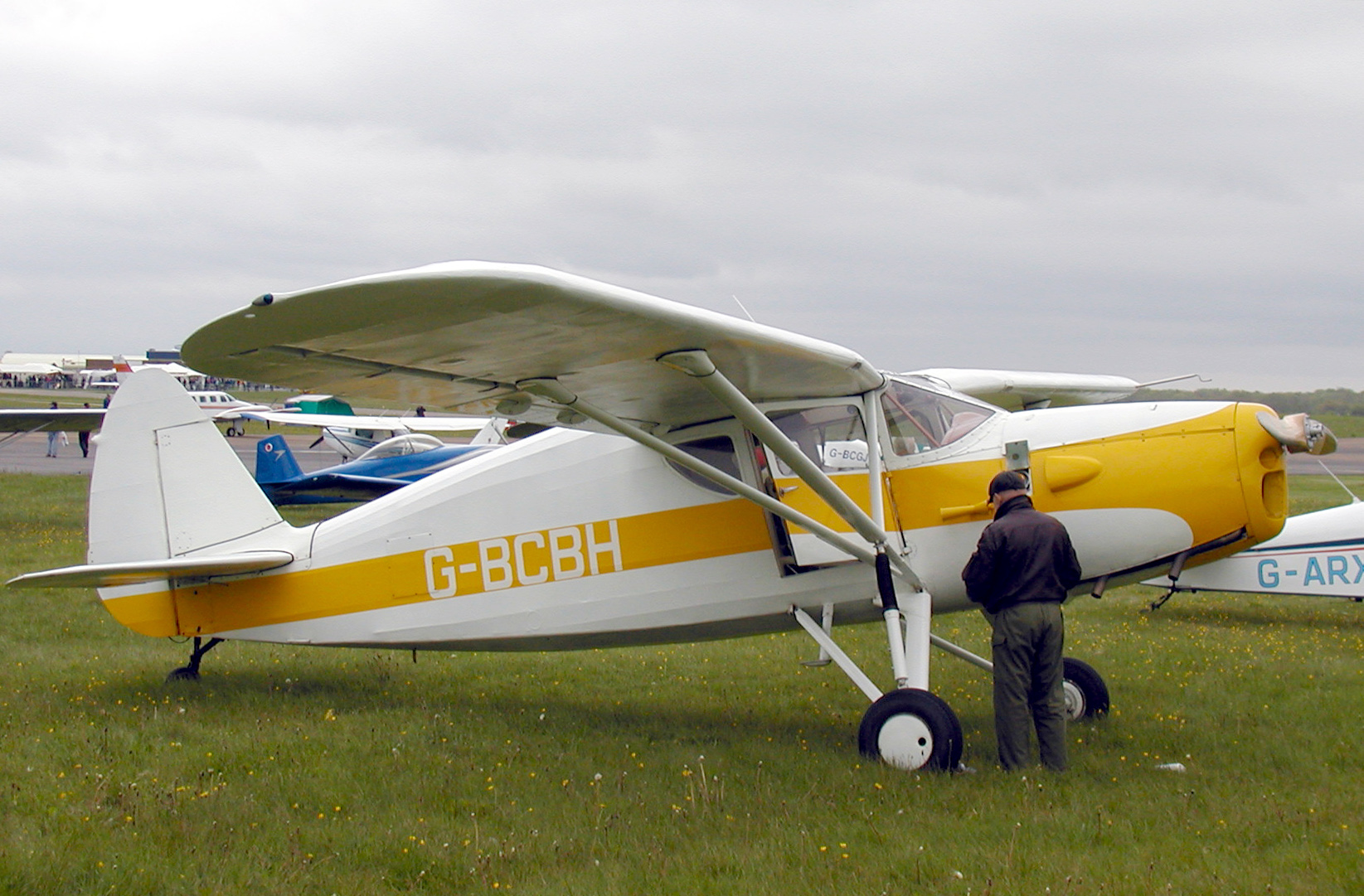
Fairchild Argus III (G-BCBH) z roku 1944

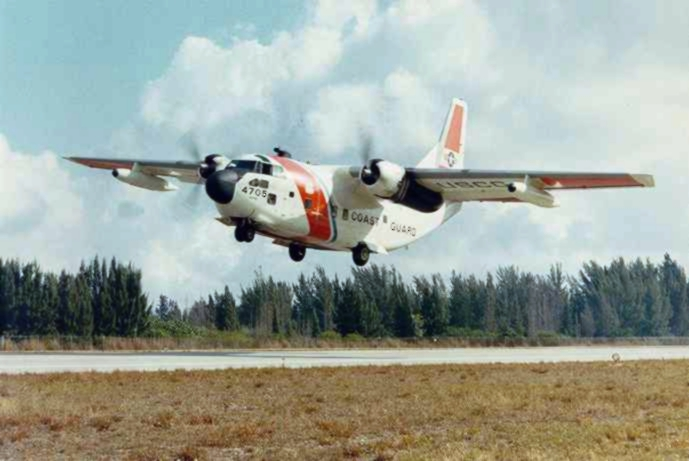
Fairchild C-123B americké pobřežní stráže v roce 1971

Fairchild byl americký výrobce letadel se sídlem v (postupně) Farmingdale (New York), Hagerstown (Maryland) a San Antonio (Texas).

## Historie
Společnost byla založena Shermanem Fairchildem v roce 1925 jako Fairchild Aviation Corporation se sídlem v Farmingdale a East Farmingdale ve státě New York. Společnost vyrobila první americké letadlo s plně uzavřeným kokpitem a hydraulickým přistávacím podvozkem Fairchild FC-1. Jistou dobu byla firma známá také jako Fairchild Aircraft Manufacturing Company. V roce 1931 se Fairchild přestěhoval do Hagerstown v Marylandu. Mezi aktivity společnosti během druhé světové války patřila výroba dvoumotorového cvičného letadla Fairchild AT-21 Gunner v bývalé továrně na syntetické hedvábí v Burlingtonu v Severní Karolíně.
V roce 1949 Fairchild Engine and Airplane Corporation (se sídlem v Hagerstownu v Marylandu) začala pracovat na vývoji letounu C-123 Provider, který oficiálně vstoupil do služby v roce 1955. V roce 1956 společnost získala práva na výrobu Fokkeru Friendship a pod označením Fairchild F-27 a Fairchild Hiller FH227 jich vyrobila 206 kusů.
V roce 1964 společnost koupila firmu Hiller Helicopter, změnila jméno na Fairchild Hiller a vyráběla FH-1100 až do roku 1973, kdy vrtulníkovou divizi prodala zpět Stanleymu Hillerovi. Během roku 1965 Fairchild pohltil společnost Republic Aviation Company.
V roce 1971, po smrti svého zakladatele, Fairchild změnil jméno na Fairchild Industries, koupil firmu Swearingen a vyráběl Fairchild Swearingen Metroliner, úspěšné regionální dopravní letadlo (americké vojenské označení – C-26 Metroliner a UC-26 Metroliner). Během let 1971 a 1972 společnost vyvinula bitevní letoun později známý jako Fairchild Republic A-10 Thunderbolt II a porazila s ním konkurenční typ od firmy Northrop.
V roce 1996, poté co společnost převzal Dornier GmbH, byl podnik přejmenován na Fairchild Dornier. V roce 1998 společnost zahájila licenční výrobu Dornieru 328.
V letech 2002 až 2003 byla společnost převzata firmou M7 Aerospace.